# Табаре Васкес
Табарѐ Рамо̀н Ва̀скес Росас (на испански: Tabaré Ramón Vázquez Rosas), накратко Табаре Васкес е уругвайски политик. В периода март 2005 г. – март 2010 г. е президент на южноамериканската държава. Негов наследник като президент е Хосе Мухика. След спечелени президентски избори през 2014 г. от 1 март 2015 г. отново е президент на страната. Негов наследник на поста е Луис Лакайе Поу, който печели президентските избори през 2020 г. Табаре Васкес умира по-късно през годината - на 6 декември 2020 г., от рак на белия дроб 

## Биография
Табаре Васкес е роден на 17 януари 1940 в уругвайската столица Монтевидео. Той завършва медицина в Университета на републиката в родния си град и е онколог. От 1971 година е член на Уругвайската социалистическа партия (исп. Partido Socialista del Uruguay, накратко УСП) и бивш кмет на Монтевидео. Като кандидат на коалиция „Френте Амплио“ (исп. Frente Amplio, на бълг. Широк фронт), в която членуват леви партии е кандидат за президентския пост през 1994 и 1999 г. През 1999 година печели 48% от избирателните гласове.
На изборите през октомври 2004 година Васкес отново е кандидат на левия лагер. Той успява да спечели с 50,45% на първия тур, докато кандидатите на традиционните партии Хорхе Лараняга (Partido Nacional) и Гилермо Стърлинг (Partido Colorado) печелят съответно 34,30% и 10,36%. Още в прогнозите преди край на изборите той е сочен за фаворит, който може да сложи край на продължилата почти 180 години смяна на президентския пост между консервативната партия Натионал и либералната партия Колорадо. 
Като президент Васкес се застъпва за социалната държава, за добри отношения със страните от групата Меркосур и Съединените американски щати.
През ноември 2008 година Васкес спира либерализацията на аборта чрез налагането на вето върху законопроект изработен от „Френте Амплио“. На 4 декември същата година поради различия с партията си той подава оставка като председател на УСП. 
На президентските избори през 2009 година Васкес не се явява като кандидат и те са спечелени от Хосе Мухика, също кандидат на коалицията „Френте Амплио“.